# Lembreto
Lembreto foi o primeiro software construído no intuito de facilitar o acesso de pessoas ou empresas às plataformas de SMS (mensagens de texto) das operadoras de telefonia celular. Até sua criação, apenas grandes projetos entravam na pauta de integração com as operadoras. A partir do seu lançamento, qualquer um pode criar facilmente canais SMS tarifados no assinante final ou no produtor do conteúdo.

## Funcionalidades
Usuários ou empresas podem criar canais SMS, definir um comando de assinatura (ou shortcode) que serve para outras pessoas assinarem seu canal, postar conteúdos manualmente ou automaticamente através de plugins como RSS reader, Wordpress ou Twitter. A cobrança da mensagem pode ser definida pelo criador do canal. Tanto o assinante final quanto o criador do canal podem pagar pelas mensagens. Caso os assinantes paguem por elas, parte da receita é repassada ao mantenedor do canal.
É disponibilizada também uma API (interface de programação) que permite a integração de outros sites ou softwares ao Lembreto. Ou seja, facilita a implementação de alertas SMS a qualquer sistema com acesso à web.

## Restrições
Para automatizar a criação de canais SMS em todas as operadoras brasileiras o Lembreto teve que desenvolver um filtro para não permitir Spam, palavras ofensivas ou publicidade pura e simples. Apenas com essa camada de segurança as operadoras concordaram em ter o Lembreto como um sistema conectado às suas plataformas.

## Infraestrutura
Alguns grupos de mídia usam o Lembreto como alternativa para distribuição de conteúdo para celulares.
A Globosat (canais por satélite da Globo) utilizam para canais como Multishow e GNT.
O IG (Internet Group) utiliza para alertar a chegada de emails através de filtros configurados por seus usuários. 

## História
Sua ideia original é anterior a 2005, mas apenas em 2007 começou a ser construída quando profissionais da extinta Telemig Celular (operadora de telefonia celular de Minas Gerais) se reuniram sob investimento da Aorta Entretenimento Ltda. Foram 2 anos de desenvolvimento até seu lançamento em fevereiro de 2009.